# Vultee V-1
Vultee V-1A là một loại máy bay chở khách của Hoa Kỳ trong thập niên 1930, do hãng Airplane Development Corporation chế tạo, Gerard Vultee thiết kế, hoàn thiện bởi Errett Cord.

## Biến thể
V-1
V-1A
V-1AD
V-1AD Special
V-1AS Special

## Quốc gia sử dụng

### Quân sự
Cộng hòa Tây Ban Nha
- Không quân Cộng hòa Tây Ban Nha

Bản mẫu:Country data Nationalist Spain
- Aviación Nacional

### Dân sự
Canada
- Canadian Colonial Airways

 Đài Loan
- China National Aviation Corporation

 Spanish Republic
- Líneas Aéreas Postales Españolas (LAPE)

 Liên Xô
- Polar Aviation

 Hoa Kỳ
- Alaska Star Airlines
- American Airlines (1 V-1 và 10 V-1A)
- Bowen Airlines
- Crusader Oil Corporation
- Phillips Petroleum Company
- William Randolph Hearst
- W.P. Fuller Paint Company

## Tính năng kỹ chiến thuật (V-1A)
Dữ liệu lấy từ General Dynamic Aircraft and their Predecessors
Đặc điểm tổng quát
- Kíp lái: 2
- Sức chứa: 8 hành khách
- Chiều dài: 37 ft 0 in (11.28 m)
- Sải cánh: 50 ft 0 in (15.24 m)
- Chiều cao: 10 ft 2 in (3.10 m)
- Diện tích cánh: 348 ft2 (32.3 m2)
- Trọng lượng rỗng: 5.332 lb (2.424 kg)
- Trọng lượng có tải: 8.500 lb (3.864 kg)
- Động cơ: 1 × Wright Cyclone R-1820-F2, 735 hp (548 kW) mỗi chiếc

Hiệu suất bay
- Vận tốc cực đại: 235 mph (378 km/h)
- Vận tốc hành trình: 215 mph (346 km/h)
- Tầm bay: 1.000 dặm (1.610 km)
- Trần bay: 20.000 ft (6.100 m)
- Vận tốc lên cao: 1.000 ft/min (5,1 m/s)